# Темиржанов, Владимир Хасанбиевич
Влади́мир Хасанби́евич Темиржа́нов (15 апреля 1934, Псыгансу, Северо-Кавказский край — 20 сентября 2017) — российский политический деятель. Депутат Государственной Думы второго созыва (1995—1999), член фракции КПРФ. Первый секретарь Кабардино-Балкарского республиканского комитета КПРФ (с 2005).

## Биография
Родился в крестьянской семье. Отец — председатель колхоза, мать — колхозница. В 1958 году окончил филологический факультет Кабардино-Балкарского государственного университета. В 1958—1961 годах — аспирант кафедры политической экономии экономического факультета Ленинградского государственного университета. Кандидат экономических наук. Работал научным сотрудником, заведующим отделом экономики Кабардино-Балкарского НИИ истории, филологии и экономики. Автор книг «Пути использования закона стоимости в колхозном производстве», «Трудовые ресурсы села КБАССР», а также более 50 статей. Член КПСС с 1969 года по август 1991 года.
В 1995 году избран депутатом Государственной Думы второго созыва. Вошёл в состав фракции КПРФ. До 20 марта 1996 года был членом Комитета по бюджету, налогам, банкам и финансам, затем — член Комитета по делам национальностей.
С 2000 года — член бюро Кабардино-Балкарского рескома КПРФ. В декабре 2005 года избран первым секретарём рескома.
Был женат, имел сына.